# Operacja Uran (Polska)
Operacja Uran – operacja zabezpieczenia wizyty prezydenta Francji, Charles’a de Gaulle'a w Polsce, w dniach 6–12 września 1967.
Wizyta pierwotnie planowana była na czerwiec 1967, ale z uwagi na zaostrzenie się sytuacji międzynarodowej, w wyniku konfliktu na Bliskim Wschodzie, przełożona została na wrzesień tego samego roku. W maju 1967 przybyła do Polski delegacja francuska, celem ustalenia szczegółów przebiegu wizyty, której nadano kryptonim Uran. W ramach przygotowań wzmożono inwigilację osób podejrzanych o posiadanie broni, czy materiałów wybuchowych, jak również cudzoziemców. Zabezpieczono też trasę przejazdu (de Gaulle lubił wysiadać z samochodu i wchodzić w kontakt z przypadkowymi osobami – publiczność była do niego nastawiona entuzjastycznie).

W trakcie wizyty de Gaulle odwiedził: Warszawę, Kraków, Nową Hutę, były niemiecki KL Auschwitz, Bytom, Zabrze, Bieruń i Trójmiasto. Władze PRL bardzo zabiegały o tę wizytę, z uwagi na planowane uzyskanie potwierdzenia przez Francję przebiegu zachodniej granicy Polski. Nastąpiło to podczas wystąpienia prezydenta Francji w Sejmie PRL 11 września 1967. Wcześniej, 9 września, de Gaulle wypowiedział w Zabrzu, cytowane obszernie przez media słowa:
Niech żyje Zabrze! Najbardziej śląskie ze wszystkich śląskich miast, czyli najbardziej polskie ze wszystkich polskich miast.
Słowa te (uznane za prowokacyjne i wrogie wobec Niemiec przez tamtejszą opinię publiczną) upamiętnia tablica na elewacji Domu Muzyki i Tańca w Zabrzu, gdzie padły. Sympatia do prezydenta Francji przejawiała się dlatego, że w trakcie przygotowań do plebiscytu na Górnym Śląsku (1921) żołnierze francuscy zabezpieczali porządek, a był wówczas wśród nich de Gaulle, wtedy w randze kapitana. Podczas wizyty w bieruńskiej gospodzie, gdzie mieszkał w 1921, odtworzono jego oficerski pokój, jak również zorganizowano spotkanie ze świadkami plebiscytu. W Katowicach dla potrzeb przejazdu wyremontowano willę Ministerstwa Górnictwa i Energetyki.
Podczas przejazdów (głównie w Krakowie i Katowicach) niejednokrotnie dochodziło do niebezpiecznego rozciągania kolumny, co było m.in. wynikiem spontanicznych spotkań prezydenta Francji z witającymi go ludźmi. Na terenie Trójmiasta wyeliminowano ten problem, wyposażając funkcjonariuszy BOR w łączność bezprzewodową (radiotelefony). Komenda Główna MO i szefostwo Telewizji Polskiej podjęły partnerskie działania odnośnie błyskawicznego transportu materiałów filmowych kolumnami MO i wojskowym transportem lotniczym. Ogólnie w działaniach zabezpieczających udział wzięło 24.638 osób z różnych formacji i przedsiębiorstw (6.670 mundurowych, 4.353 funkcjonariuszy operacyjnych, 11.765 ormowców oraz 1850 ludzi z KBW).